# Év
Az év vagy esztendő időszámításunk egyik meghatározó egysége, bizonyos egységül felvett időköz. Leginkább az az idő, melyre a Földnek szüksége van ahhoz, hogy a Napot körbejárja, és mely alatt az évszakok ugyanazon sorban ismétlődnek.
Létezik csillagászati és naptári év. Csillagászati év alatt az év valóságos (másodpercre pontos) időtartamát értjük, naptári éven pedig a csillagászati évben foglalt teljes napok számát. Az év jelölése a természettudományokban: a (az annum szóból), melyet SI-prefixummal láthatunk el.

## Naptári év
Általánosan és leggyakrabban a naptári évet használjuk éveink meghatározásához. A naptári évet a Gergely-naptár szerint feloszthatjuk:
- két félévre
- négy évszakra vagy négy negyedévre
- 12 hónapra
- 52-53 naptári hétre
- 365 napra (szökőévben 366 napra)

Nem szokás, de lehetséges tovább osztani az évet:
- 8760 órára (szökőévben 8784 órára)
- 525 600 percre (szökőévben 527 040 percre)
- 31 536 000 másodpercre (szökőévben 31 622 400 másodpercre)

A Gergely-naptár szerint az év első napja január 1., az év közepe július 1-jére esik, míg az utolsó nap december 31.
Az évek számozását a Gergely-naptár Jézus születésének évével kezdi, azaz 1. január 1-jével (történészek valószínűsítik, hogy Jézus i. e. 4-ben született).
Más naptárak, évszámozások is léteznek vagy léteztek, amelyekben az időszámítás kezdetét más időpontra tették (az évszámokat a Gergely-naptár szerint adjuk meg):
- zsidó: A világ teremtésétől számítja éveit, amely a hagyomány szerint i. e. 3761. október 7-én vasárnap, 5 órakor történt.
- bizánci: i. e. 5509. szeptember 1.
- maja: i. e. 3214. augusztus 10.
- mezopotámiai: I. Szargon (uralkodott: i. e. 2335–2279 körül) születése
- óegyiptomi: I. Menész trónra lépése: i. e. 3100–3066 körül
- ógörög: i. e. 776. július 1.
- római: a város alapítása: i. e. 753. április 22.
- iszlám: 622. július 16.
- Julián dátum: i. e. 4713. január 1., 12 óra

## Csillagászati év
Csillagászati éven a Föld Nap körüli útjának egyszeri megtételét értjük. A csillagászati év időtartama többféleképpen is megadható; az alábbiakban négy változat leírását ismertetjük.
A sziderikus év az az időtartam, ami alatt a Föld az állócsillagokhoz képest megkerüli a Napot.
365,256363051 SI nap (365 d 6 h 9 m 9 s) (J2000.0 epochára = 2000. január 1. 12:00:00 TT).
A tropikus év az az időtartam, mely a Fiktív egyenlítői középnap két egymást követő tavaszpont-áthaladása között eltelik.
31556925,9747 efemerisz másodperc vagy 365,24218967 SI nap (365 d 5 h 48 m 45 s) (J2000.0 epochára).
A tropikus év hossza nem állandó: értéke a (8000 éves idő intervallum) T. évben: t = 365,242189669781 – 6,161870·10−6·T – 6,44·10−10·T², ahol T=(JD – 2451545)/36525 
A képlettel számított hossz eltérése a távcsöves megfigyelésektől 
ΔTMB = 48,75 + 48,1699·T + 13,3066·T² [SI másodpercben] (McCarthy, Babcock 1986)
Figyelembe véve az ókori csillagászati eseményeket, a hibaérték növekszik
ΔTSM = 2177 + 408,6·T + 44,3·T² [SI másodpercben] (Stephenson and Morrison 1984)
/a két hibaérték között i. e. 45-re ΔTSM=12330 s és ΔTMB=46222 s különbség adódik/
Az anomalisztikus év az az időtartam, ami alatt a Föld napközelből újra napközelbe kerül, másképpen perihéliumtól perihéliumig tart.
365,259635864 SI nap (365 d 6 h 13 m 52 s) (J2000.0 epochára).
Mivel a Föld precessziója miatt a tavaszpont vándorol az égbolton, és a perihéliumpont pedig más okok (Jupiter zavaró hatása és általános relativitáselmélet) miatt, ezért ezeknek az éveknek a hossza eltér.
A drakonikus év: a Napnak a Hold felszálló csomópontján való két egymást követő áthaladása közötti időtartam.
346,620075883 nap (346 d 14 h 52 min 54 s) (J2000.0 epochára). (átlagérték)

## Különleges évek

### Tanév, oktatási év
A tanév egy két éven átívelő periódus, mely az északi féltekén általában szeptember elejétől június közepéig tart. A nyári szünetet a megelőző tanévhez tartozónak tekintjük.

### Színházi évad, hangversenyévad
A tanévhez hasonló módon alkalmazzák.

### Adóév
A multinacionális cégeknek nemzetközi összehasonlíthatósági szempontból lehetőségük van a naptári évtől eltérő adóévet létrehozni, így adóügyi beszámolóikat bizonyos esetekben ennek megfelelően készítik el.

### Standard Julián-év /JY/
1 Julián évszázad = 36 525 JD
1 JY =365,25 JD
A standard Julián-nap /JD/ hossza:
1 JD =86400 s
a JD0 = i. e. 4713. január 0,5 (12:00)